# فریدریش دیکل
فریدریش دیکل (انگلیسی: Friedrich Dickel؛ ۹ دسامبر ۱۹۱۳ – ۲۳ اکتبر ۱۹۹۳) یک سیاست‌مدار اهل جمهوری دمکراتیک آلمان بود.
وی همچنین برنده جوایزی همچون درجه پرچم سرخ و نشان لنین شده است.

## مرگ
پس از یک دوره طولانی بیماری فریدریش دیکل در ۲۳ اکتبر ۱۹۹۳ در برلین درگذشت. او هنگام مرگ ۷۹ سال داشت.